# TNG
A TNG Comércio e Indústria de Roupas, ou simplesmente TNG, é uma fabricante e vendedora de roupas brasileira. Foi fundada em 1984 por Tito Bessa Jr. e rapidamente se tornou uma das maiores redes de varejo do país. No início, só produzia roupas masculinas, mas após algumas reformulações, o negócio se expandiu para a moda feminina.
A TNG é famosa por usar personalidades famosas nos desfiles e nas campanhas, uma inovação no começo dos anos 2000.

## História

### TNG Comércio e Indústria de Roupas Ltda.
Em 1984, a TNG surgiu e, nesse mesmo ano, o Brasil enfrentava problemas econômicos e políticos, como as Diretas Já contra a ditadura militar, iniciada com o golpe militar de 1964.
Inicialmente, a sigla TNG era a junção dos primeiros sócios da marca. Com o tempo, a abreviação se correlacionou com a palavra Teenager, adolescente em inglês, que também se alia ao espírito jovem e despojado da TNG.
Após 15 anos, a marca masculina ampliou os negócios e começou a fabricação para a moda feminina.
Referência na moda brasileira, a TNG cresceu muito na virada do século XXI, quando passou a utilizar celebridades nos desfiles e campanhas.
Em 1988, Tito abriu lojas em Belo Horizonte, Brasília e Curitiba. Atualmente, a loja tem mais de 180 estabelecimentos próprios por todo o país. E está em mais de 300 lojas multimarcas e no site.

### Tito Bessa Jr.
Com apenas 13 anos, Tito Bessa Jr. trabalhava com seu pai em uma loja de reparos de eletrodomésticos, a Via Lorenzo, no Shopping Matarazzo, em São Paulo.
Aos 26 anos, ele largou a faculdade de economia no último ano e investiu no empreendimento de moda, quando abriu a primeira TNG.  Inspirado no período político do Brasil, ele trouxe o espírito jovem e revolucionário a marca. Um dos seus parceiros foi seu irmão Fausto.
Ao longo das décadas, houve alterações dos sócios e também na forma de criação das coleções, que ficaram ainda mais exclusivas.

## Desfiles da TNG

### Fashion Rio
Em 2003, a TNG participou do Fashion Rio. A estratégia da marca foi usar celebridades para atrair o público mais jovem. Alguns dos nomes que já pisaram nas passarelas foram: Naomi Campbell, Fernanda Lima, Rodrigo Hilbert, Mariana Weickert, Daniela Cicarelli, a ex-miss Brasil Natalia Guimarães, Raica Oliveira, Reynaldo Gianecchini e outros.

### SPFW
Após 30 anos de mercado, em 2014, a TNG pisou na SPFW. Um dos eventos mais importantes da moda nacional.  